# 153333 Jeanhugues
153333 Jeanhugues è un asteroide della fascia principale. Scoperto nel 2001, presenta un'orbita caratterizzata da un semiasse maggiore pari a 2,3512421 UA e da un'eccentricità di 0,2122375, inclinata di 2,91015° rispetto all'eclittica.